# Kumulierte Doppelbindungen
Bei kumulierten Doppelbindungen liegen zwei Doppelbindungen benachbart, ausgehend vom selben Kohlenstoffatom. Einfache Verbindungen mit kumulierten Doppelbindungen sind z. B.  Propadien (H2C=C=CH2, ein Allen), Kohlenstoffdioxid (O=C=O) und Keten (H2C=C=O). Das zentrale Kohlenstoffatom zwischen zwei kumulierten Doppelbindungen ist  sp-hybridisiert, die Verbindungen sind daher von linearer Struktur. 
Neben kumulierten Doppelbindungen gibt es noch die isolierten Doppelbindungen und konjugierte Doppelbindungen.
|                    | isoliert | konjugiert | kumuliert |
| Kohlenwasserstoff  |          |            |           |
| Carbonylverbindung |          |            |           |